# Деисус

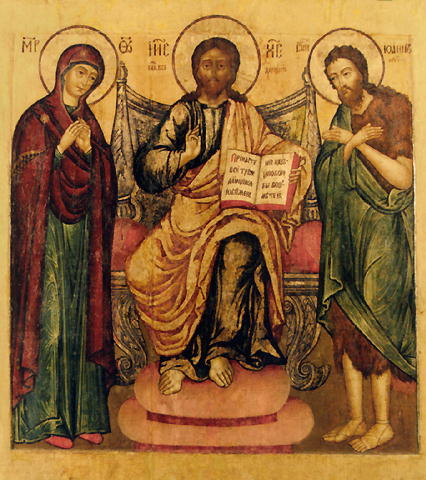
Деисус. Иконостас придела Гурия и Самона, церковь Илии Пророка, Ярославль. Начало XVIII века

Де́исус (греч. δέησις — прошение, моление), или Деисис — икона или группа икон, имеющая в центре изображение Христа (чаще всего в иконографии Пантократора), а справа и слева от Него соответственно — Богоматери и Иоанна Крестителя, представленных в традиционном жесте молитвенного заступничества (трёхфигурный деисус). Может включать в себя аналогичные изображения апостолов, святых отцов, мучеников и прочих (многофигурный деисус). Основной догматический смысл деисусной композиции — посредническая молитва, заступничество за род людской перед лицом грозного Небесного Царя и Судии. На формирование данной иконографии оказала влияние литургия. В послеиконоборческую эпоху икона Деисус помещалась на архитраве невысокой алтарной преграды византийского храма, а затем, уже на русской почве, превратилась в деисусный чин высокого иконостаса.
Одним из ранних сохранившихся примеров деисуса является фреска в римской церкви Санта-Мария-Антиква в Риме (VII век) — на ней Иисус Христос изображён в полный рост, а Иоанн Креститель имеет не молитвенный, а указующий жест.

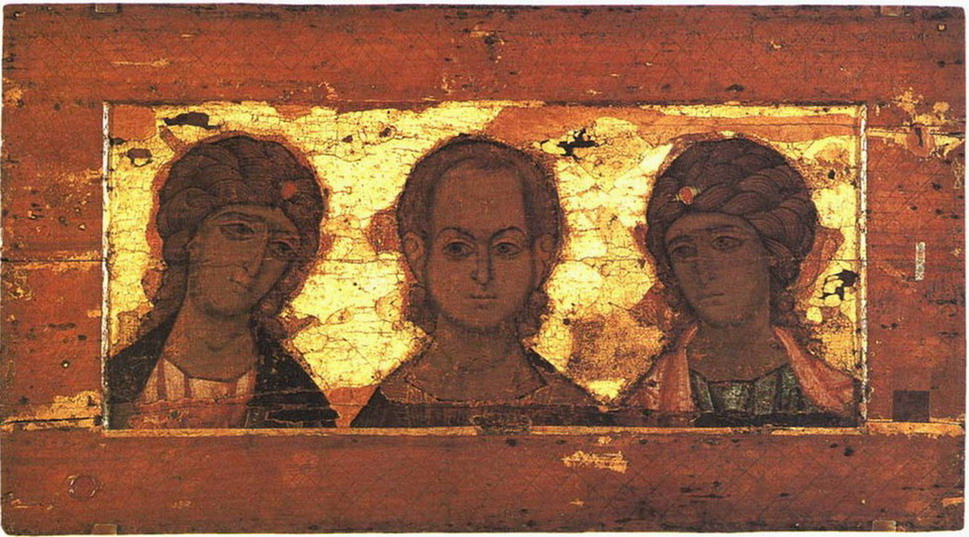
Ангельский деисус — «Спас Эммануил с ангелами». Владимир (?). Около 1190 года

Самостоятельная иконографическая композиция, построенная по типу деисуса, называется «Предста Царица одесную Тебе» или более коротко «Предста Царица». В ней Христос восседает на троне в образе Царя царей, справа (одесную) от Него (слева по отношению к зрителю) стоящая в рост Богородица в царских одеждах, с другой стороны — Иоанн Предтеча. В XII—XIV веках на Балканах образ Христа — Царя царей в композиции «Предста Царица» совмещается с другим иконографическим типом — «Архиерей Великий».
«Ангельский деисус» — название иконографической композиции, включающей Христа Эммануила и двух архангелов — Михаила и Гавриила. Существует спорное мнение, что данная композиция представляет собой символическое изображение Троицы.
В домашнем иконостасе — наборе семейных молельных икон, занимающих красный угол помещения — повторяются принципы храмового иконостаса, однако, образ Иоанна Предтечи часто заменяется иконой Николая Мирликийского (Николая Чудотворца), наиболее почитаемого в России святого.

## Галерея

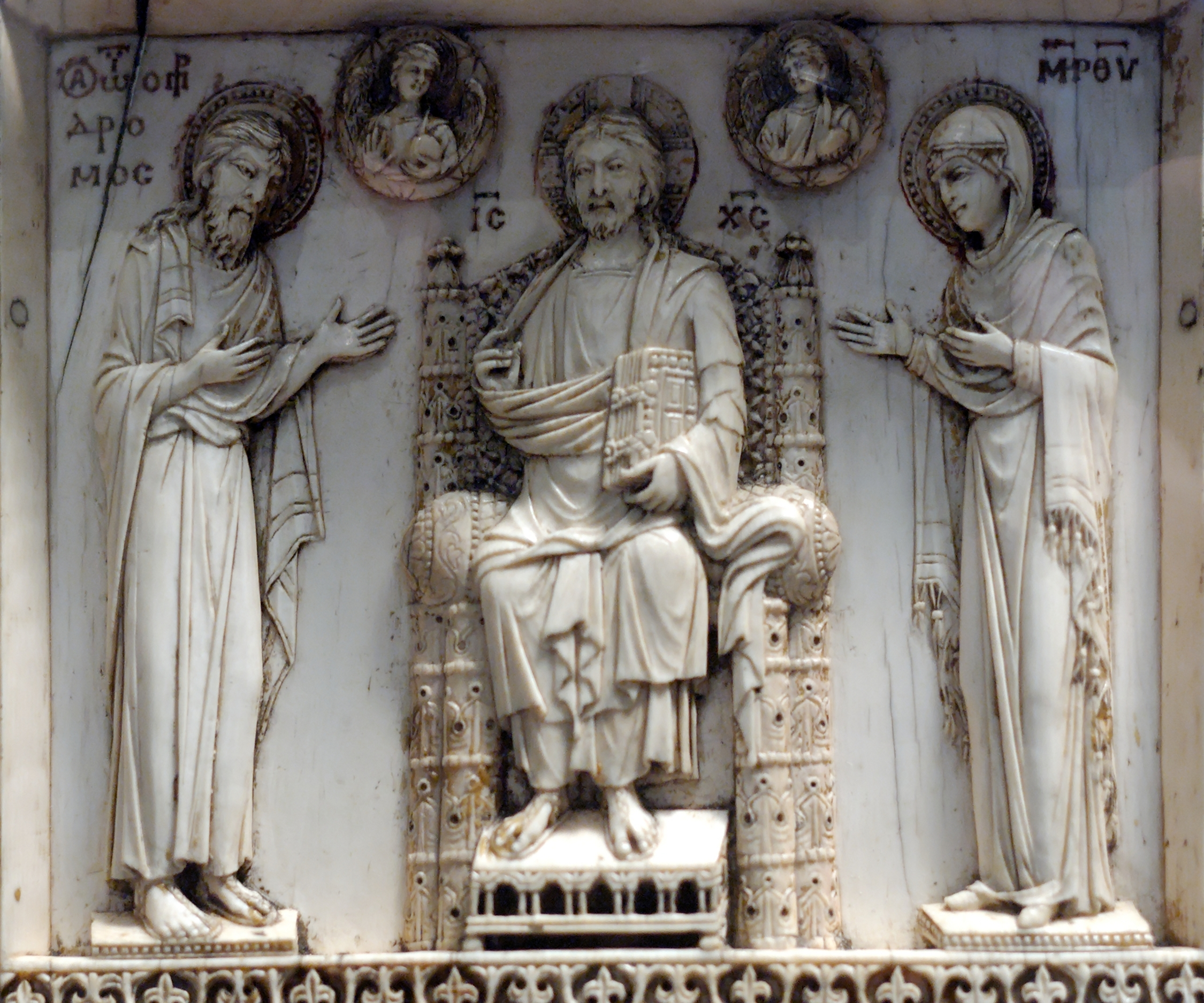
Деисус. Триптих Арбавиля, Византия. X век.
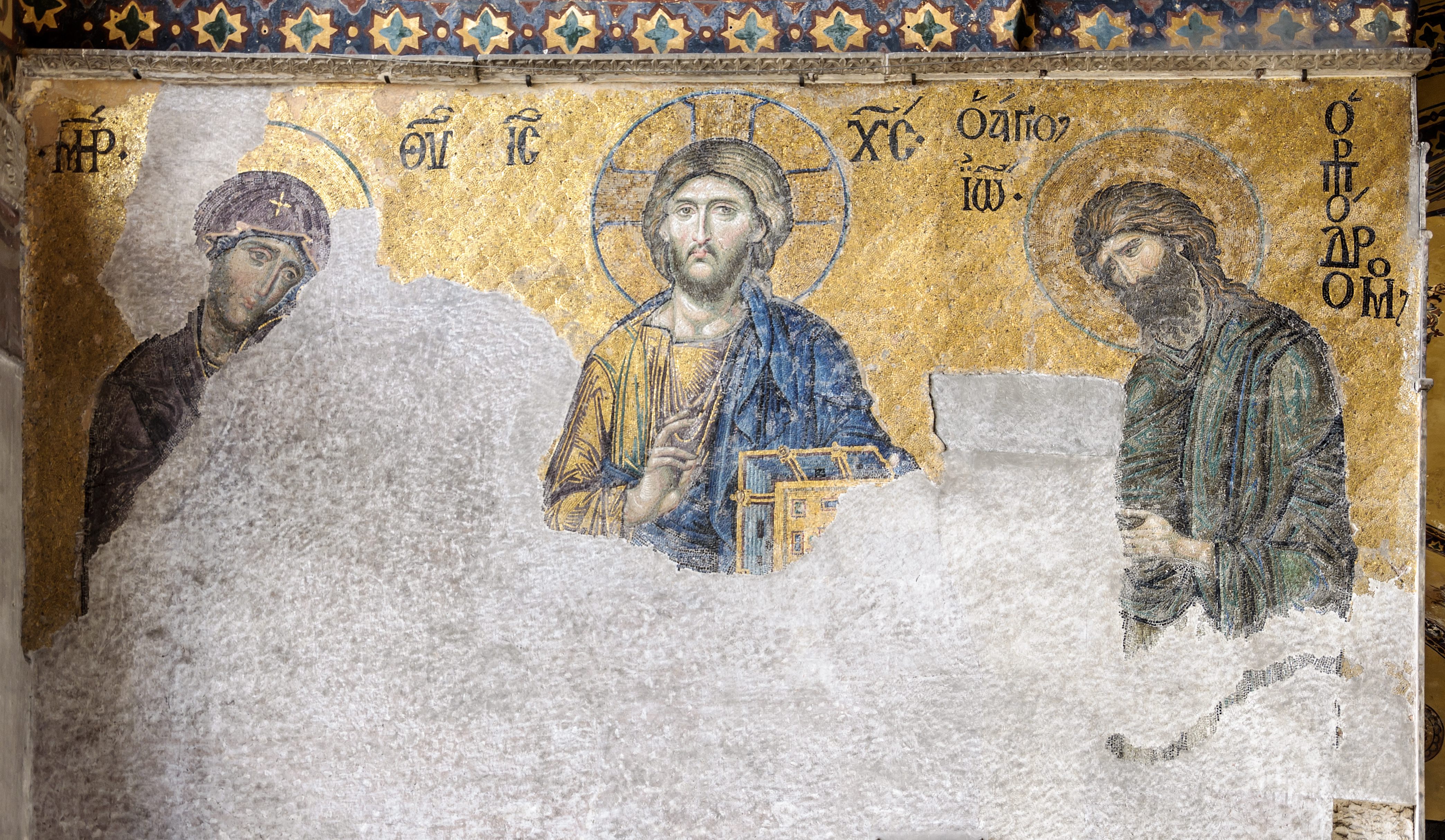
Деисус. София Константинопольская. Вторая половина XIII века.
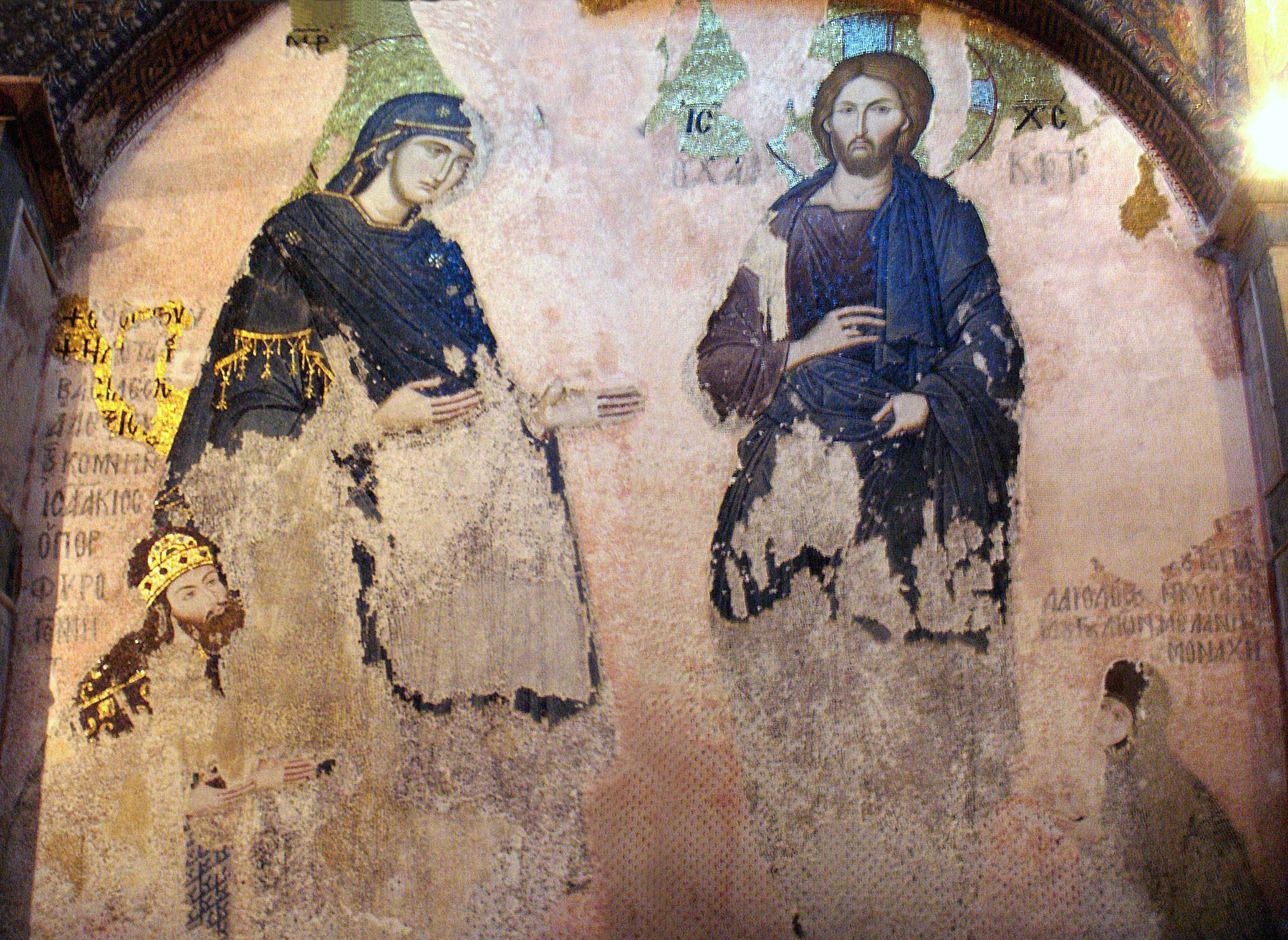
Церковь Христа Спасителя монастыря Хора. Константинополь
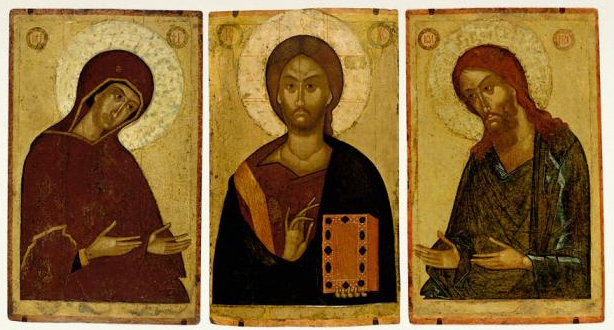
Деисус. XV век. Псков.